# Маслівська сільська рада (Джанкойський район)
Ма́слівська сільська́ ра́да — адміністративно-територіальна одиниця та орган місцевого самоврядування у Джанкойському районі Автономної Республіки Крим. Адміністративний центр — село Маслове.

## Загальні відомості
- Населення ради: 3 755 осіб (станом на 2001 рік)

## Населені пункти
Сільській раді підпорядковані населені пункти:
- с. Маслове
- с. Комсомольське
- с. Суботник

## Склад ради
Рада складалася з 20 депутатів та голови.
- Голова ради: Мироненко Олег Вікторович
- Секретар ради: Денисенко Валентина Миколаївна

### Керівний склад попередніх скликань
| Прізвище, ім'я, по батькові | Основні відомості                                                         | Дата обрання | Дата звільнення |
| --------------------------- | ------------------------------------------------------------------------- | ------------ | --------------- |
| Мироненко Олег Вікторович   | Сільський голова, 1959 року народження, освіта вища, член Народної партії | 26.03.2006   | 31.10.2010      |
| Мироненко Олег Вікторович   | Сільський голова, 1959 року народження, освіта вища, член Партії регіонів | 31.10.2010   |                 |

Примітка: таблиця складена за даними сайту Верховної Ради України

### Депутати
За результатами місцевих виборів 2010 року депутатами ради стали:

#### За суб'єктами висування
| Суб'єкт висування | Кількість обраних депутатів | %  |
| ----------------- | --------------------------- | -- |
| Партія регіонів   | 19                          | 95 |
| Самовисування     | 1                           | 5  |

#### За округами
| № округу        | Прізвище, ім'я, по батькові          | Дата визнання обраним | Освіта             | Партійна приналежність | Відомості про обраного депутата                                |
| --------------- | ------------------------------------ | --------------------- | ------------------ | ---------------------- | -------------------------------------------------------------- |
| Партія регіонів |                                      |                       |                    |                        |                                                                |
| 1               | Перець Антоніна Петрівна             | 09.11.2010            | середня спеціальна | член Народної партії   | ООО «Обрій», головний бухгалтер                                |
| 2               | Борисенко Алла Миколаївна            | 09.11.2010            | середня спеціальна | член Народної партії   | ООО «Обрій», бухгалтер-касир                                   |
| 3               | Бекіров Арсен Редванович             | 09.11.2010            | середня спеціальна | член Народної партії   | ООО «Обрій», завідувач гаража                                  |
| 4               | Дмитренко Анатолій Павлович          | 09.11.2010            | вища               | член Народної партії   | ООО «Обрій», головний агроном                                  |
| 5               | Остапенко Олена Миколаївна           | 09.11.2010            | вища               | позапартійна           | Джанкойский ГРО ГУ, кримінально-виконавча інспекція, інспектор |
| 6               | Струтовський Володимир Олександрович | 09.11.2010            | вища               | член Народної партії   | ООО «Обрій», гідротехник                                       |
| 7               | Кокчеєва Лутфіє Февзіївна            | 09.11.2010            | вища               | позапартійна           | Маслівська загальноосвітня школа І-ІІІ ст., вчитель            |
| 8               | Крижановський Юрій Миколайович       | 09.11.2010            | вища               | член Партії регіонів   | ПП «Агротехнологія», агроном                                   |
| 9               | Свібович Степан Олександрович        | 09.11.2010            | середня            | член Партії регіонів   | «Кримгазстрой», водій                                          |
| 10              | Крижанівська Галина Анатоліївна      | 09.11.2010            | середня спеціальна | позапартійна           | Маслівська загальноосвітня школа І-ІІІ ст., бібліотекар        |
| 11              | Денисенко Валентина Миколаївна       | 09.11.2010            | середня спеціальна | член Партії регіонів   | Маслівська сільська рада, секретар                             |
| 12              | Карташова Галина Юріївна             | 09.11.2010            | середня спеціальна | член Партії регіонів   | Маслівська сільська рада, касир                                |
| 13              | Перець Валентин Вікторович           | 09.11.2010            | середня спеціальна | член Народної партії   | ООО «Обрій», бригадир                                          |
| 14              | Корольова Лютфіє Аліївна             | 09.11.2010            | вища               | член Партії регіонів   | Маслівська амбулаторія ЗПСМ, головний лікар                    |
| 15              | Михасик Світлана Миколаївна          | 09.11.2010            | вища               | член Партії регіонів   | фельдшерсько-акушерський пункт с. Комсомольське., завідувачка  |
| 16              | Яремчук Руслан Миколайович           | 09.11.2010            | середня спеціальна | позапартійний          | приватний підприємець                                          |
| 17              | Комаровський Василь Миколайович      | 09.11.2010            | середня            | член Партії регіонів   | пенсіонер                                                      |
| 18              | Ібріш Таміла Рахманаліївна           | 09.11.2010            | вища               | член Партії регіонів   | сільська бібліотека, бібліотекар                               |
| 19              | Галета Валентина Михайлівна          | 09.11.2010            | середня спеціальна | член Народної партії   | ООО «Обрій», зоотехнік                                         |
| Самовисування   |                                      |                       |                    |                        |                                                                |
| 20              | Абдураймов Рустем Ібришович          | 09.11.2010            | середня            | позапартійний          | приватний підприємець                                          |